# Иван Сунгарски
Иван Сунгарски е български политик, народен представител от СДС в XXXVII и XXXVIII народно събрание, както и бивш председател на сдружение „Екогласност“.

## Биография
Иван Сунгарски е роден в София. Баща му, отец Иван Сунгарски, е бил духовният наставник на цар Симеон II и на княгиня Мария Луиза Българска. Потомък е на Софроний Врачански.
Преди да влезе в политиката е бил комплексен бригадир и началник на сервиз в Мототехника. Като депутат от СДС е председателствал парламентарната комисия по правата на човека, вероизповеданията и по жалбите и петициите на гражданите.